# Cor Smit (voetballer)
Cornelis Arnold (Cor) Smit (Soerabaja, 23 juni 1942 – Woudenberg, 9 oktober 2016) was een Nederlands profvoetballer die als linker verdediger speelde.
Smit speelde voor Quick Nijmegen voor hij in 1962 bij N.E.C. kwam. In 1964 promoveerde hij met de club van de Tweede Divisie naar de Eerste Divisie en in 1967 naar de Eredivisie. Hij speelde in totaal 129 competitiewedstrijden en beëindigde zijn loopbaan in 1968.